# Йёргенсен, Матиас (велогонщик)
Матиас Норсгор Йёргенсен (дат. Mathias Norsgaard Jørgensen; род. 5 мая 1997, в городе Силькеборге, Дания) — датский профессиональный шоссейный велогонщик.

## Достижения
2014
1-й — Этап 1b Coupe du Président de la Ville de Grudziądz (юниоры)
3-й Tour de l'Abitibi (юниоры) — Генеральная классификация
1-й — Этап 2
2015
1-й Ster van Zuid-Limburg (юниоры) — Генеральная классификация
1-й — Этап 3
1-й — Этап 3 Coupe du Président de la Ville de Grudziądz (юниоры)
1-й — Пролог Sint-Martinusprijs Kontich (юниоры)
1-й — Этап 1 Aubel-Thimister-Stavelot (юниоры)
2-й  Чемпионат Дании — Индивидуальная гонка (юниоры)
7-й  Чемпионат мира — Групповая гонка (юниоры)
2017
1-й Хроно Наций U23
2-й Дуо Норман (вместе с Миккелем Бьергом)
3-й  Чемпионат Дании — Индивидуальная гонка U23
2018
1-й  Чемпион Дании — Индивидуальная гонка U23
3-й  Чемпионат мира — Индивидуальная гонка U23